# Epidendrum nocturnum
Epidendrum nocturnum ("Nocturnal Epidendrum") là loài điển hình của chi Epidendrum thuộc họ Orchidaceae.
Loài này mọc ở Florida, Bahamas, West Indies, Trung Mỹ đến bắc Brazil và Guyana. Epidendrum nocturnum phổ biến ở Nam Florida.
Số nhiễm sắc thể đơn bội E. nocturnum được xác định là n = 20. Số nhiễm sắc thể nhị bội được xác định cả 2n = 40 và 2n = 80

## Hình ảnh

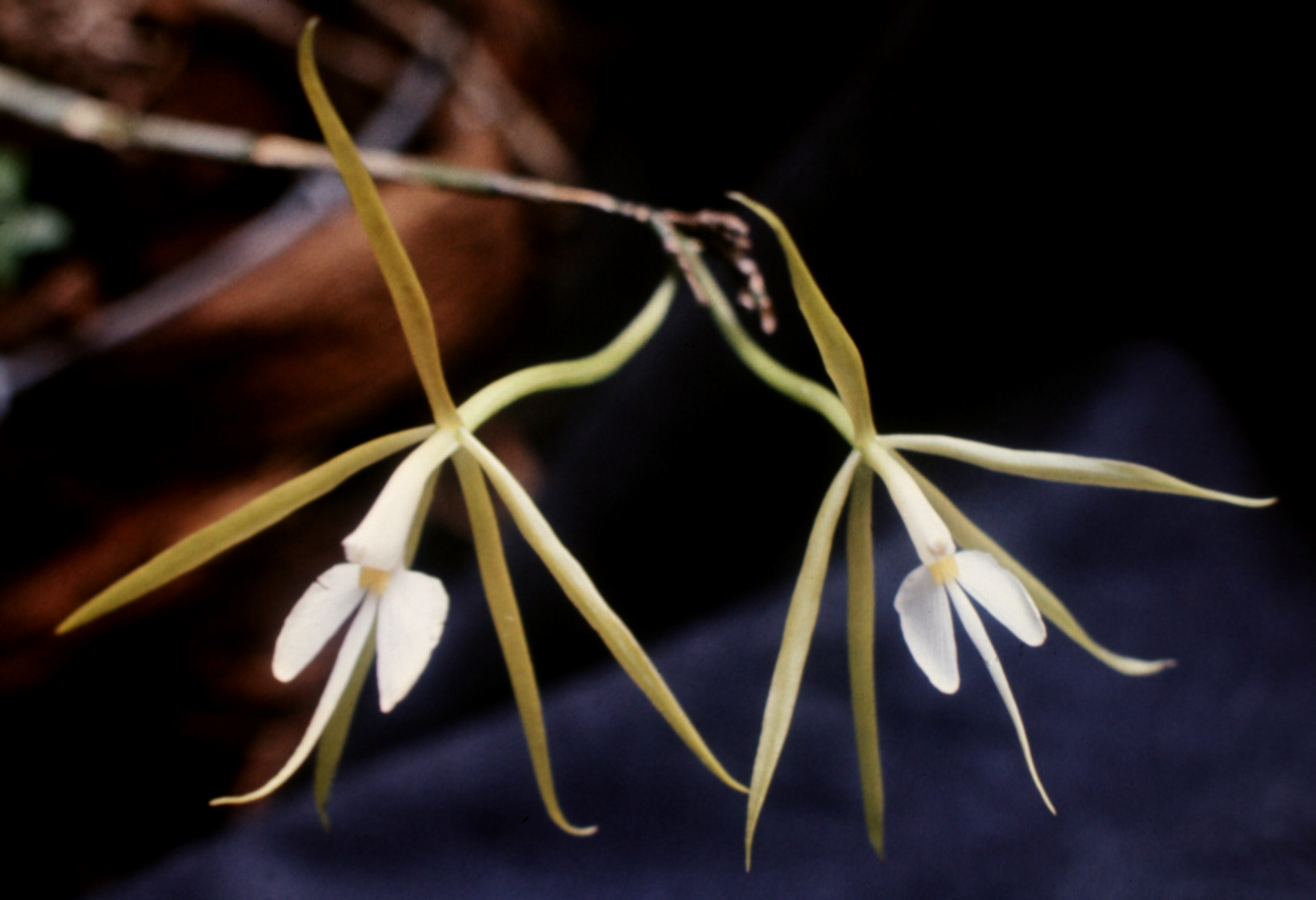
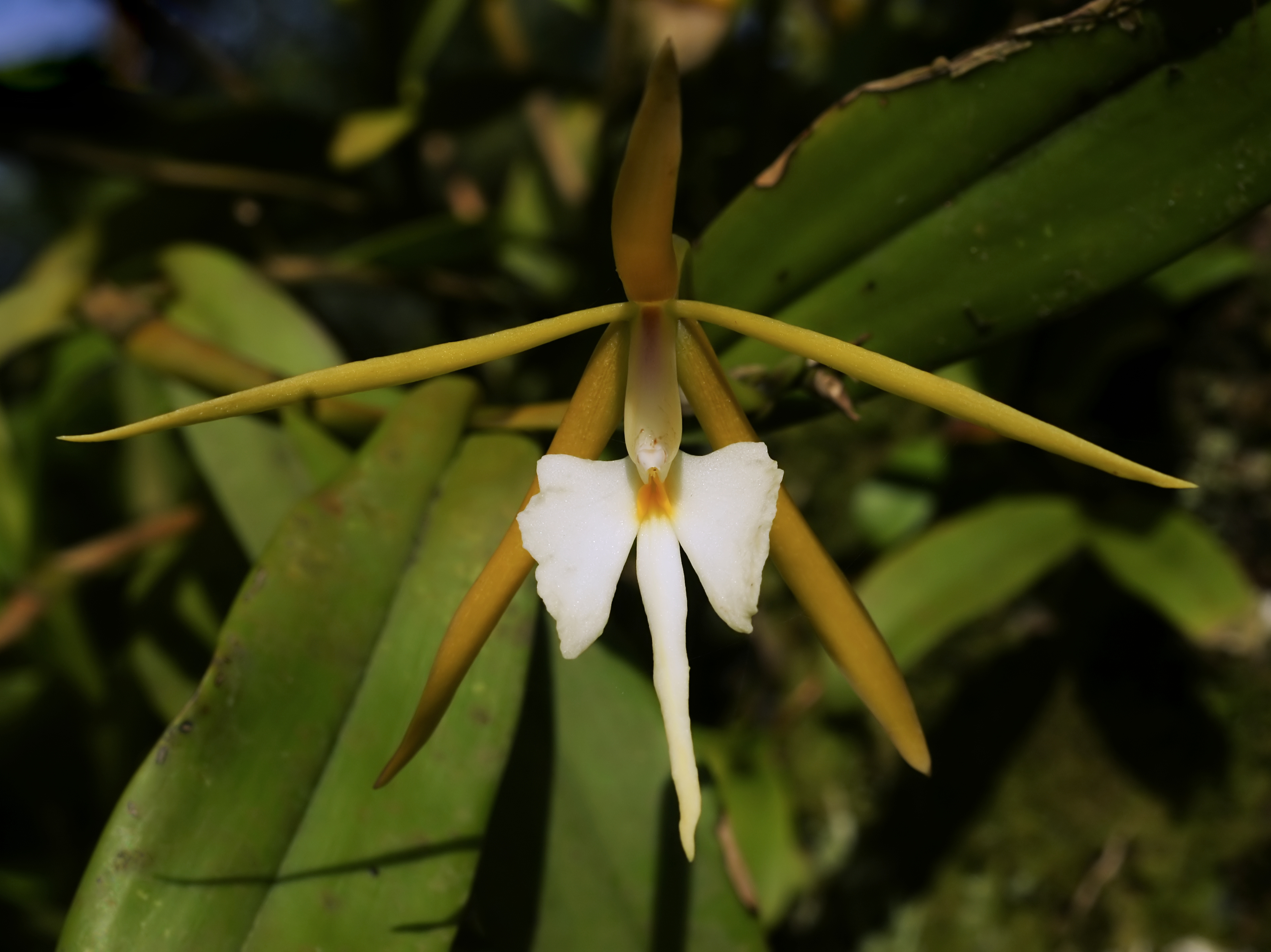
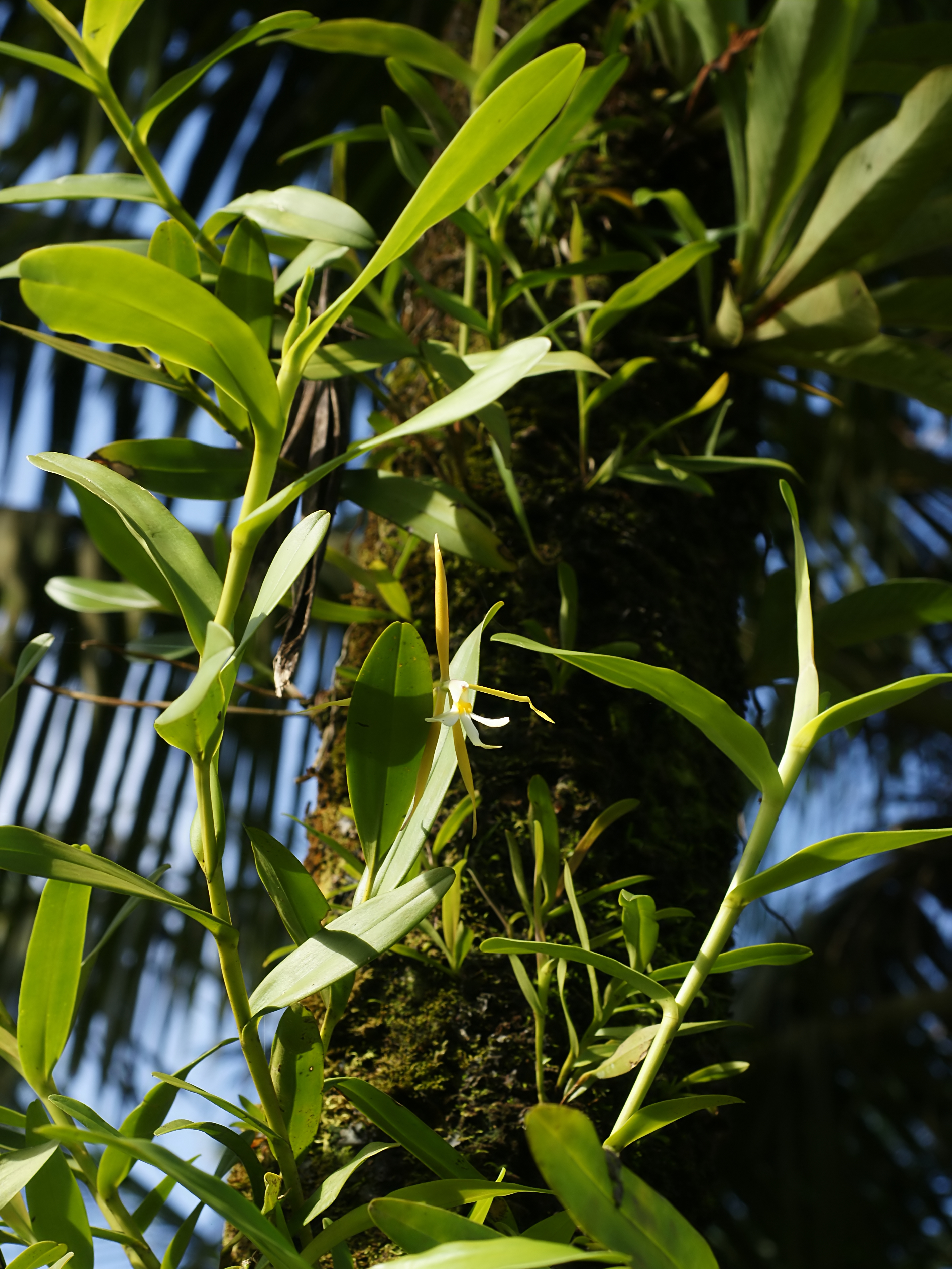
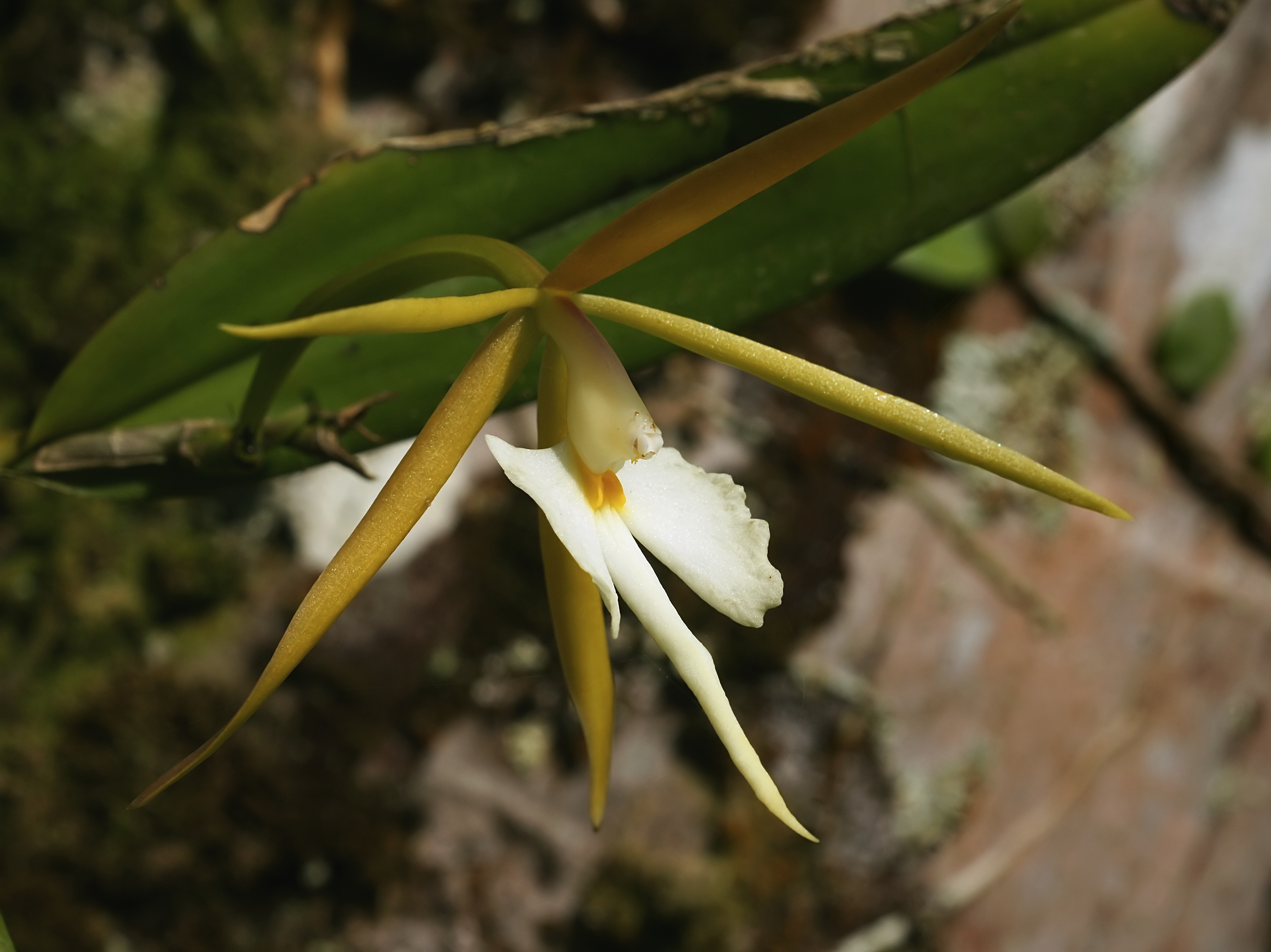